# مقاطعة أدير (آيوا)
مقاطعة أدير (بالإنجليزية: Adair County)‏ هي إحدى مقاطعات ولاية آيوا في الولايات المتحدة الأمريكية.

## أعلام
- إدوارد بانكر ويليس